# Pleasant Ridge (Michigan)
Pour les articles homonymes, voir Pleasant Ridge.
Pleasant Ridge est une ville du sud-est du comté d’Oakland, dans l’État américain du Michigan. La population était de 2 526 au recensement de 2010. Situé le long du Woodward Corridor et de l’Interstate 696, Pleasant Ridge est une banlieue nord de Metro Detroit et se trouve à environ 2,5 km au nord de la ville de Détroit.
Avec une superficie de 1,47 kilomètre carré, Pleasant Ridge est la cinquième plus petite ville par superficie de l’État du Michigan après les villes de Sylvan Lake, Keego Harbor, Petersburg, et Clarkston.